# Johan Brunell
Johan Brunell, född 12 mars 1787 i Säfsnäs, död 7 juni 1846 i Gunnilbo, var en svensk orgelbyggare, organist och urfabrikör. Brunell var mellan 1832 och 1846 organist i Gunnilbo församling. Enligt en tradition från Gunnilbo skulle Brunell ha arbetat mycket med en evighetsmaskin.

## Biografi
Brunell föddes 12 mars 1787 på Hånhögden i Säfsnäs. Han var son till Erik Mattson och Märtha Catharina Bryngilsdotter. Han flyttade 1804 till Västerås. Han var 1811–1813 lärling och senare gesäll hos urmakaren Fredrik Ekman. År 1813 var han gesäll hos urmakaren Israel Nesselius i Örebro. 1814 bosatte han sig i Arboga och var där verksam som urfabrikör. Brunell flyttade 1832 till Klockargården i Gunnilbo. Han avled 7 juni 1846 i Gunnilbo av lungsot och begravdes 18 juni samma år.

### Familj
Brunell gifte sig första gången 1814 med grevinnan Catharina Charlotta Kronhjelm (född 1781). Han gifte sig andra gången med 1824 med Sara Gustava Rahm (1798–1833). De fick tillsammans dottern Carolina Gustafva (född 1825). Han gifte sig tredje gången 1834 med Sofia Charlotta Enberg (född 1801).

## Lista över orgelarbeten
Brunell utförde på flera ställen stämningar och justeringar.
| År   | Ursprunglig kyrka      | Stift    | Bild | Manualer | Pedal | Stämmor | Bevarad orgel/fasad | Övrigt                                                          |
| ---- | ---------------------- | -------- | ---- | -------- | ----- | ------- | ------------------- | --------------------------------------------------------------- |
| 1824 | Ljusnarsbergs kyrka    | Västerås |      |          |       |         |                     | Mindre reparation.                                              |
| 1824 | Norrbärke kyrka        | Västerås |      |          |       |         |                     | Mindre reparation.                                              |
| 1825 | Skinnskattebergs kyrka | Västerås |      |          |       |         |                     | Reparationer.                                                   |
| 1826 | Dingtuna kyrka         | Västerås |      |          |       |         |                     | Reparationer.                                                   |
| 1826 | Svedvi kyrka           | Västerås |      |          |       |         |                     | Satte upp ett äldre orgelverk i kyrkan från Stora Skedvi kyrka. |
| 1841 | Västervåla kyrka       | Västerås |      |          |       |         |                     | Satte upp ett äldre orgelverk i kyrkan.                         |
| 1843 | Skinnskattebergs kyrka | Västerås |      |          |       |         |                     | Reparationer.                                                   |

## Lärlingar
- 1814–1815 – Erik Engström (född 1790).
- 1814–1815 – Alexander Viklund (född 1802).
- 1815–1818 – Petter Eriksson Engström (född 1802).
- 1822 – Gustaf Zettervall (född 1801).
- 1822–1823 – Petter Hultenberg (född 1807).